# Ancylis apicipicta
Ancylis apicipicta is een vlinder uit de familie van de bladrollers (Tortricidae). De wetenschappelijke naam van de soort is voor het eerst geldig gepubliceerd in 2005 door Toshio Oku.

## Type
- holotype: "male"
- instituut: EIHU, Hokkaido, Japan
- typelocatie: "Japan, Honshu, Iwate Prefecture, Kadoma 3 gme, Mt. Hayachine, Kawai Village"